# فرودگاه کالنگ
فرودگاه کالنگ (به انگلیسی: Kallang Airport) یک فرودگاه غیرنظامی همگانی است . این فرودگاه در شهر کالنگ کشور سنگاپور قرار دارد .

## نگارخانه

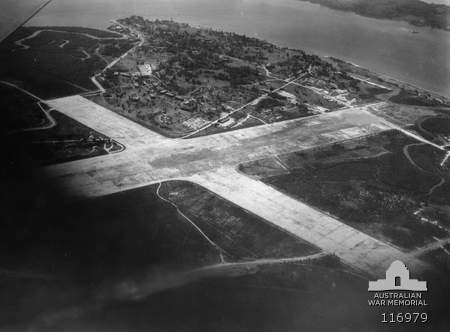
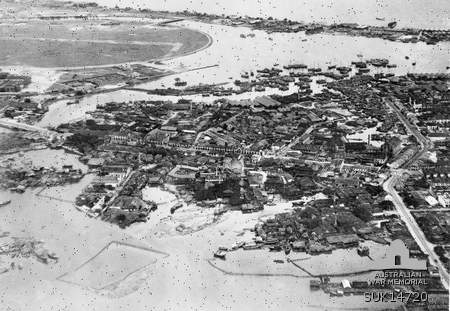
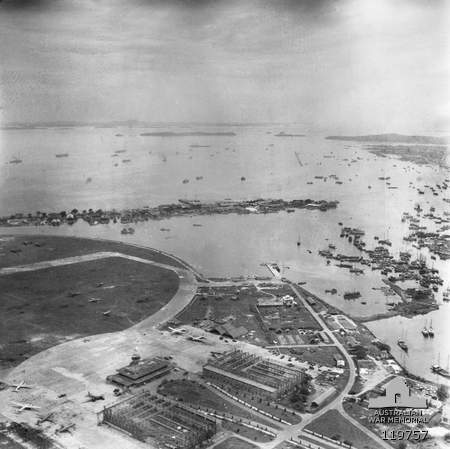
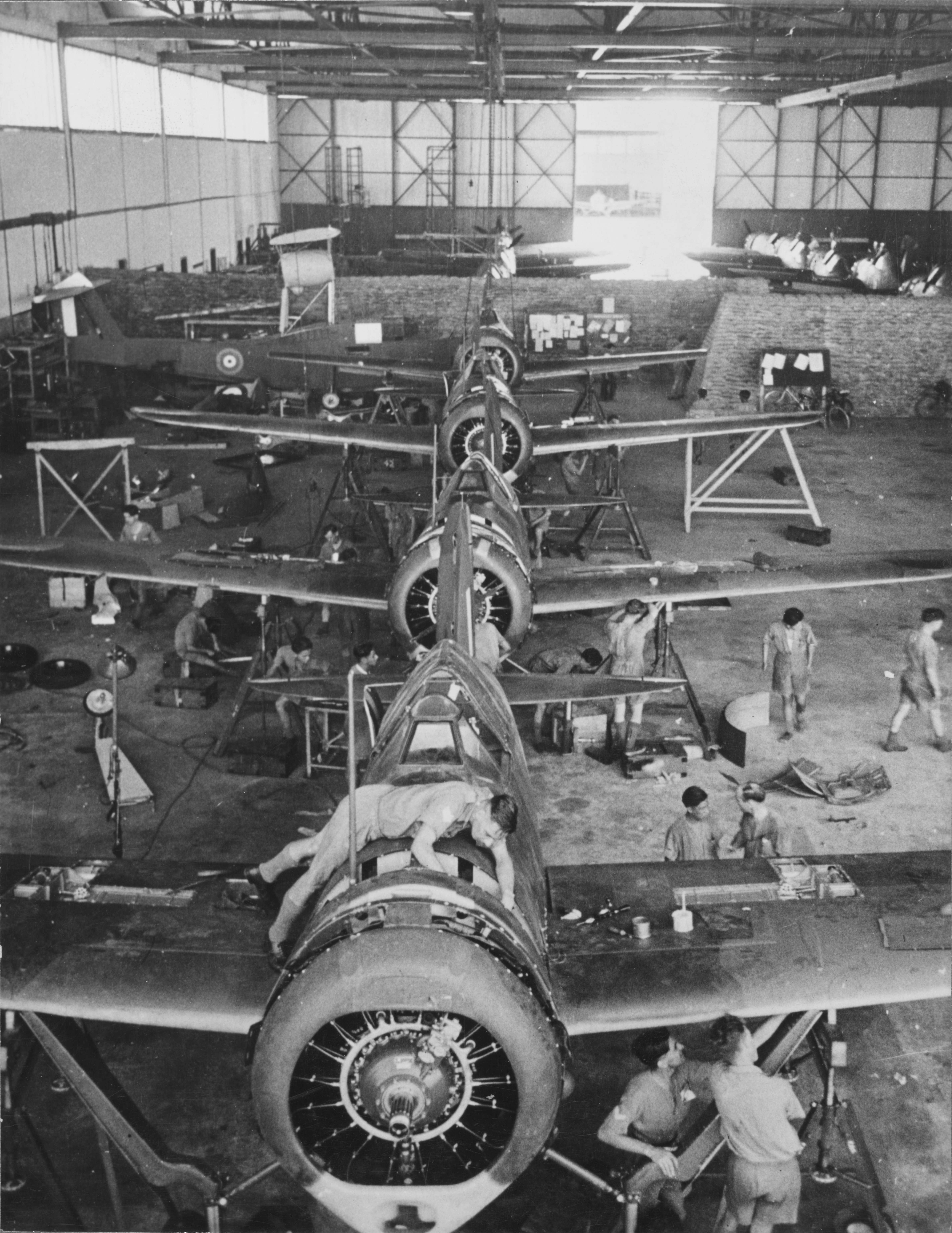
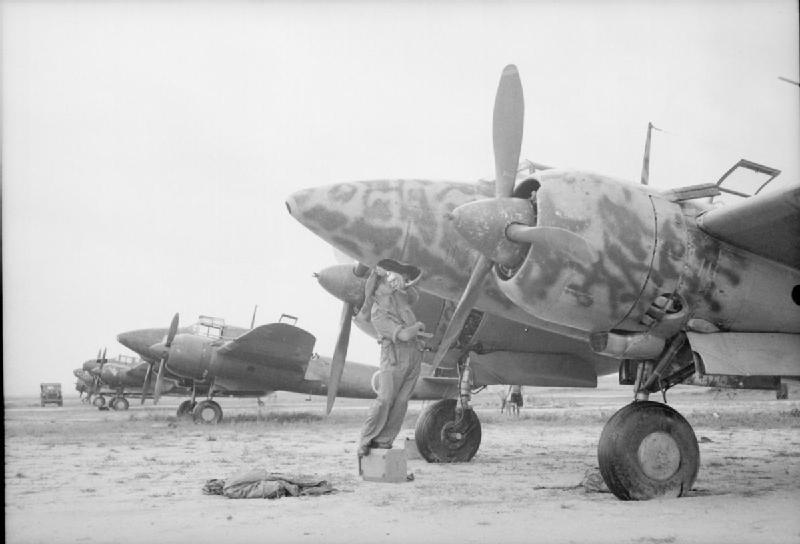
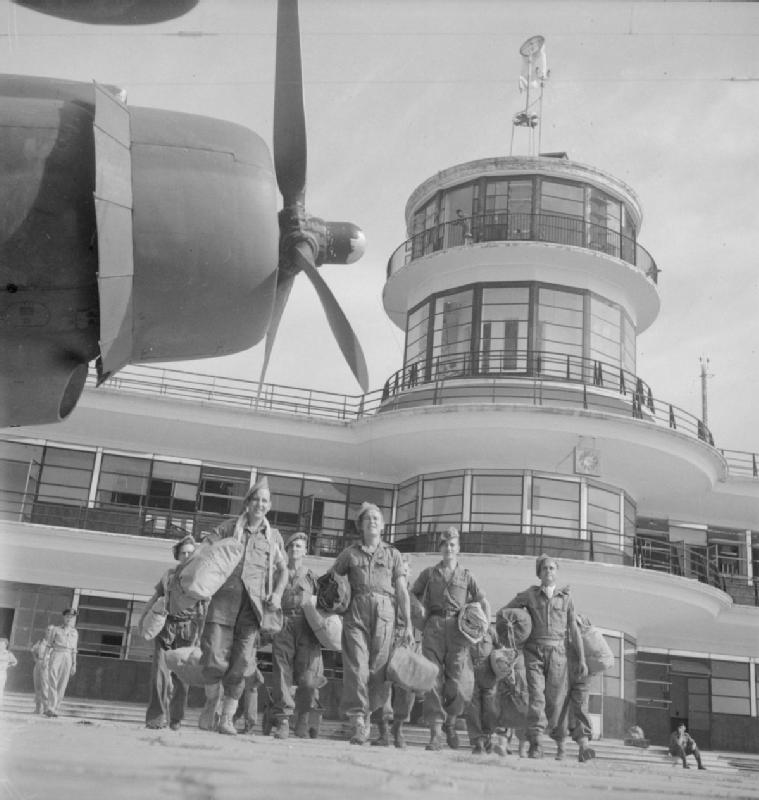
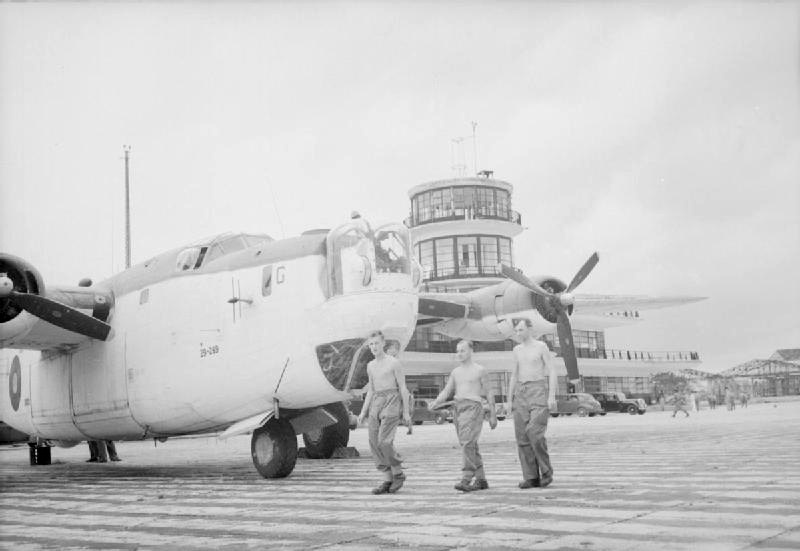